# Дрогобицька виправна колонія № 40
Дрого́бицька виправна́ коло́нія № 40 (деколи також «Дрогобицькі Бриґідки» (Бриґітки), «сороківка») — виправна колонія управління Державної пенітенціарної служби України у Дрогобичі Львівської області.

## Історія колонії

### Австро-українсько-польський період
Цей дрогобицький виправний заклад має більш ніж 100-літню історію.
За народними переказами на місці розташування колонії, за річкою Тисменицею, ліворуч від дороги з Дрогобича до Трускавця, колись загинув від рук розбійників граф Лемберґський. Його вдова Бриґіда Лемберґська, особа, наближена до двору цісара Австро-Угорщини Франца Йосифа I, домоглася спорудження на цьому самому місці в'язниці.
Будівництво було завершене в 1911 році. Тюрма була розрахована на 700 ув'язнених. Серед місцевих мешканців отримала назву «Дрогобицькі Бригідки». Ймовірно, «Бригідки» завдяки графині Бриґіді, а «Дрогобицькі» — щоб відрізнити від Бригідок львівських. Перших своїх мешканців, карних злочинців, заклад отримав з тюрми в Станіславі (тепер Івано-Франківськ).
Після розпаду Австро-Угорщини та встановлення на Дрогобиччині правління Польської республіки заклад використовувався для утримування не тільки кримінальних елементів, а й також політичних в'язнів, в основному борців за самостійну Україну.
Наприкінці 30-х років 20 століття начальником карного закладу на Гірці (дрогобицькі Бригідки) був підкомендант Альфред Сурмінський (1895–1940†), якого 11 травня 1939 року замінив на посаді комендант Елігій Новаковський.

### Більшовицький період
З вступом 24 вересня 1939 року в Дрогобич Червоної Армії «Дрогобицькі Бригідки» разом з внутрішньої тюрмою Дрогобицького обласного управління НКВС по вулиці Стрийській, 3 (зараз інститут фізики, математики, економіки та інноваційних технологій ДДПУ) стають місцем ув'язнення політичних опонентів радянської влади. У внутрішній тюрмі при управлінні НКВС (де за польської влади був в приміщенні тільки суд) знаходилось від 60 до 300 ув'язнених, а в «Бригідках», розрахованих на 700 осіб, розміщували їх 1200. Наприкінці 1939 року обидві тюрми влада почала масово заповнювати в'язнями. Ще в перших числах жовтня заарештовано директора польської гімназії Тадеуша Каньовського, а всього лише за останні три місяці 1939 року каральні органи кинули за ґрати близько сотні польських високопосадовців, серед яких головного лікаря Дрогобича Еміля Скульского, президента міста Міхала Пєховича, директора «Польміну» Зигмунта Білуховського, начальника міського суду Яна Зелінського. Траплялись серед них і євреї, й українці, зокрема заарештовано дрогобицького декана отця Івана Шевчика, адвоката Івана Блажівського, та основну масу становили поляки. Черга на українців прийшла пізніше, через пів року, коли «польське питання» було в основному зняте. Тоді, починаючи з другого півріччя 1940 року, місця в камерах почали масово заповнюватись представниками української громади міста та області за стандартними для тих днів звинуваченнями: антирадянська пропаганда, бандитизм, диверсії, зберігання зброї, саботаж, шпигунство на користь іноземних держав.

#### Масові вбивства більшовиками під час другої світової
Починаючи з 22 червня і аж по 29 червня 1941 року енкаведисти поспішно арештовували цвіт дрогобицької інтелігенції — послів до австрійського та польського парламентів (зокрема, Антона Максимовича), директорів гімназій, шкіл, учителів (наприклад, професори Іван Чмола та Дмитро Бурко), гімназистів і студентів (серед яких Йосиф Бараняк, Йосифат Пасічник, Євген Татарський), лікарів, інженерів (Осип Левицький), спортсменів, священиків і монахів (ігумен монастиря василіян Северіян Бараник та парох з Трійці Яким Сеньківський), всіх, хто міг організувати людей, та членів їх сімей. Частину заарештованих вивезли, а, на думку влади, найнебезпечніших — винищили. І якщо раніше намагалися хоча б створити видимість законності репресій, то тепер Радянська влада, відступаючи, почала масове вбивство ув'язнених у тюрмах Дрогобича. Знищення в Дрогобичі проводили в обох тюрмах та на єврейському кладовищі (пізніше на цьому місці збудують Будинок Побуту). Але якщо у період серпня-вересня 1990 року під час розкопок і досліджень на вул. Стрийській, 3 і території саду, прилеглого до будинку внутрішньої в'язниці НКВС, знайдено залиті негашеним вапном останки тіл 486 людей, то кількість жертв режиму, знищених у тюрмі «Бриґідки» (яка з того часу безперервно працює по наші дні) та місце їх захоронення широкому загалу на кінець 2012 року невідомі.

### Нацистський період
1 липня 1941 року в Дрогобич входять війська гітлерівської Німеччини та її сателіта тисовської Словаччини. Німці такох не дають установі пустувати, утримуючи в ній військовослужбовців Червоної Армії (в 1941 році в концтаборі біля «Бригідок» знаходились більше ніж 10 000 полонених червоноармійців, з яких в травні 1943 залишилось живими лише 2 200 чоловік), членів ОУН, УНС, УПА та їх симпатиків, мирне населення.
Як відомо з історії Дрогобича, вже принаймні у жовтні 1943 розстріляно першу групу українських повстанців, котрі утримувались у тюрмі.
Того ж місяця в Крайсгауптманшафті Дрогобич, як і по всій Галичині, запроваджено інститут заручників, тобто окупаційною владою заарештовувались та кидались до в'язниці мирні жителі, над якими при першій же антинімецькій акції проводилась екзекуція. Наприклад, 25 травня 1944 року польські підпільники Армії Крайової на залізничній станції в селі Рихтичі здійснили напад на склад зброї та військового спорядження. Учасники акції між собою розмовляли виключно українською мовою. Крім того, в убитого під час операції керівника Яцека Пшетоцького, емісара Уряду Польщі в еміграції, знайшли фальшиві документи, виписані на українця. Тому й не дивно, що кара впала на представників української громади міста. Через 2 дні, 27 травня, повішено 20 заручників-українців.

### Радянський період
6 серпня 1944 року в місто ввійшли бійці 167-ї стрілецької дивізії 107-го стрілецького корпусу 1-ї гвардійської армії Четвертого Українського фронту. З поверненням Червоної Армії на території закладу були чоловіча тюрма загального режиму та згодом жіноча колонія загального режиму. Характеристику того «загального режиму» дала Хомій-Камінська Євгенія Томівна, уродженка с. Тернавка Жидачівського району (в ті часи — Дрогобицької, а тепер Львівської області), медсестра УПА, заарештована 9 квітня 1946 року:

| Вісім місяців я відбула у Дрогобицькій тюрмі під слідством. Страшно згадувати ті часи! Слідчі були спеціально треновані до катування людей і застосовували страшні тортури. Мені заганяли голки під нігті, затискали пальці в дверях, а як били гарячими шомполами по п'ятах, то били рівномірно, щоб дужче боліло – вони розумілися на тому. Енкаведисти не пропускали нагоди принизити нас морально, поглузувати з наших ідей і переконань, бо знали, що це боліло нас найдуще. Коли у коридорі зустрічалися два конвоїри, що вели в'язнів на допит, то вони віталися таким чином: – Слава Україні! – кричав один. – Героям слава! – відповідав другий і обидва голосно реготали. Серце обливалося кров'ю, але ми мусіли мовчати. |
| |

| Нарешті слідство скінчилось. Відкриваються двері нашої 13-ї камери, і я чую команду: – Собираться с вещами! Наказ виконую швидко. Маленька полотняна торбинка в одній руці, під пахою – невеличка подушка. Ось усі мої тюремні пожитки. Маю досить смішний, вірніше жалюгідний вигляд, бо на ногах у мене замість моїх гарних чобіток подерті кирзаки з широкими халявами. На подвір'ї дрогобицької тюрми «Бригідки» три четвірки виснажених мужчин, у четвертій бракує однієї людини. Кулак в спину і я вже стою четверта. Спереду, з боку і ззаду чотири конвоїри, собака. Поволі рушаємо до брами. За нею багато жінок, чоловіків старшого віку зустрічають нас плачем, розв'язують вузлики, щоб нас пригостити. Однак конвой стріляє вверх, прикладом відганяє людей від брами. |
| |

| Під'їжджає «чорний ворон», і нас везуть на суд. Він короткий. В кімнату, куди мене завели, сидить «трійка». Швиденько зачитують «обвинительный акт» по ст. 54-1а–11, а ще через 5 хвилин і вирок – 10 років позбавлення волі, 5 років позбавлення громадянських прав. Відбувати покарання доведеться у далеких таборах Воркути. В коридорі зустрічаюсь із стрільцем, який показує на пальцях, що йому дали 15 років каторги, два інших показують на хрестик. Це означає смерть. |
| |

У 1954 році замість них утворено дитячу трудову колонію Дрогобицької області п/я № 53.
У 1958 році установу перейменовано на п/я ЯА 128/40. Звідси й походить ще одна неофіційна назва «сороківка».
У 2007 році вийшов друком російською мовою біографічний роман паризького мільйонера, уродженця Білої Церкви, колишнього кримінального авторитета Леоніда Білунова, відомого як Льоня Макінтош, під назвою «Три життя: роман-хроніка», в котрому він декілька сторінок спогадів присвятив саме дрогобицькій колонії, в котру він був переведений, по досягненні ним 18-літнього віку, з львівської колонії для неповнолітніх орієнтовно в середині 1967 року. За його спогадами, в колонії на той момент перебувало близько 4 тисяч засуджених, деякі з котрих «сиділи» ще з часів Другої світової війни, наприклад, за звинуваченнями в співробітництві з нацистами, були також політичні в'язні, «кинуті сюди за сфабрикованими кримінальними справами», багато «сиділи за розкрадання в особливо великих розмірах, наприклад, у гучній тоді справі про Львівську трикотажну фабрику».

### Сучасний стан
На теперішній час Дрогобицька виправна колонія № 40 — це кримінально-виконавча установа середнього рівня безпеки (для утримання чоловіків, уперше засуджених до позбавлення волі на певний строк).
Нині начальником виправної колонії є Кутовой Вадим Анатолійович.

## Адреса
82119, м. Дрогобич Львівської області, вул. Трускавецька, 77

## Цікава інформація
- У 2012 році саме в Дрогобицькій колонії проходили зйомки епізодів тюремного періоду життя Сергія Параджанова для фільму режисера, продюсера й сценариста Олени Фетисової «Параджанов» (художній керівник та креативний продюсер стрічки — Роман Балаян, виконавець головної ролі — Серж Аведікян (Франція)), хоча насправді свій термін він відбував в місті Алчевську на Луганщині. Але, на думку авторів фільму, «саме ця колонія виявилась практично такою ж, як та, в якій відбував покарання відомий режисер». Фільм, виробництво якого здійснювали спільно Вірменія, Грузія, Україна та Франція, за повідомленням Держкіно, в 2013 році візьме участь у трьох програмах Канського кінофестивалю та буде претендувати від України на нагороду Американської кіноакадемії «Оскар»[10][11][12][13][14].